# Pectinaria parvibranchis
Pectinaria parvibranchis är en ringmaskart som beskrevs av Grube 1878. Pectinaria parvibranchis ingår i släktet Pectinaria och familjen Pectinariidae. Inga underarter finns listade i Catalogue of Life.